# Memecylon umbellatum
Memecylon umbellatum är en tvåhjärtbladig växtart som beskrevs av Nicolaas Laurens Nicolaus Laurent Burman. Memecylon umbellatum ingår i släktet Memecylon och familjen Melastomataceae. Utöver nominatformen finns också underarten M. u. contractum.

## Bildgalleri

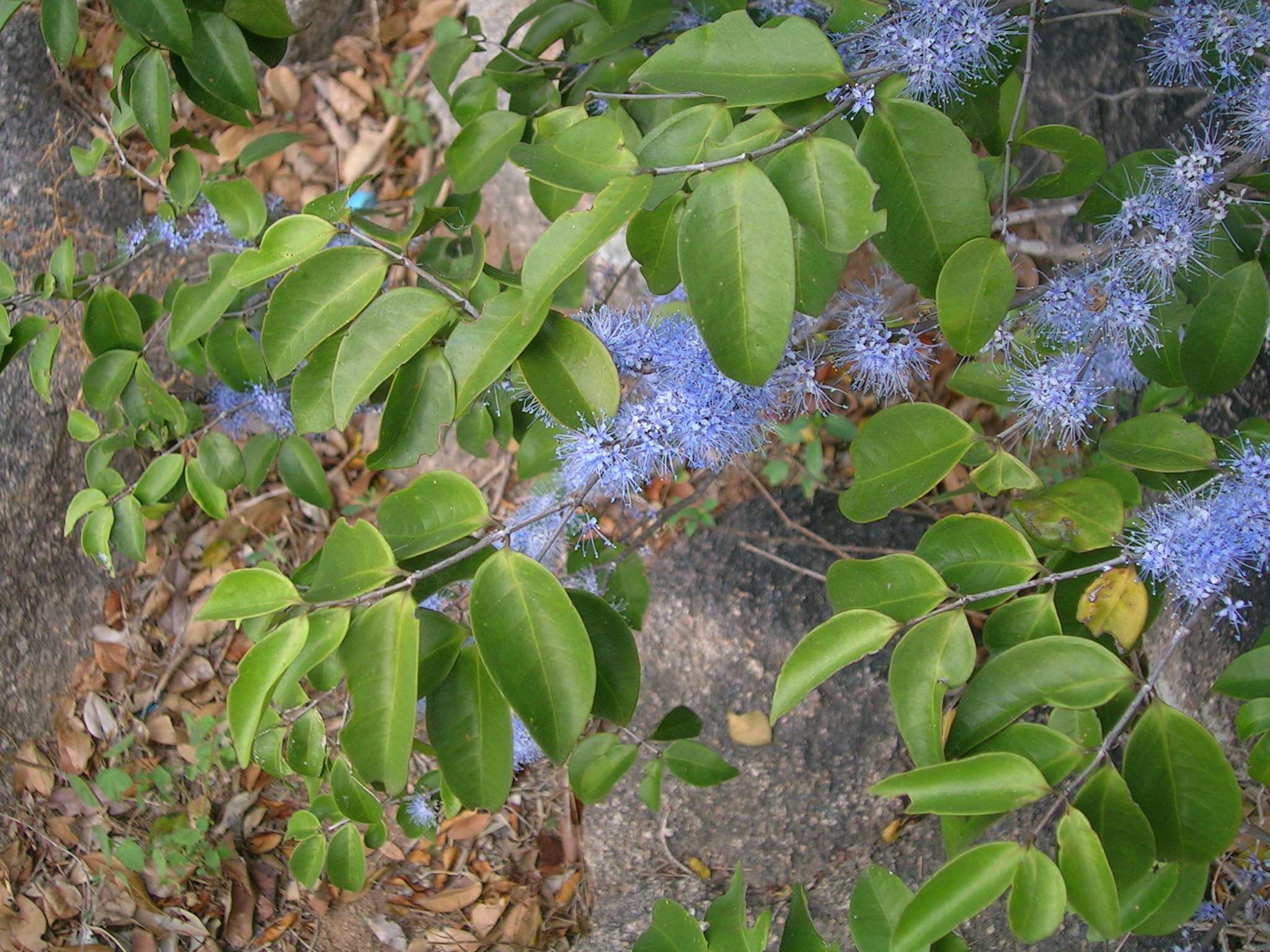